# اسپنسر ساسر
اسپنسر ساسر (انگلیسی: Spencer Susser؛ زادهٔ ۱۹۷۷) تهیه‌کننده، کارگردان فیلم و فیلم‌نامه‌نویس اهل ایالات متحده آمریکا است.

## گزیده آثار
- فیلم سینمایی هشر
- نماهنگ اندوه تابستانی